# Liste der Stolpersteine in Mladá Boleslav

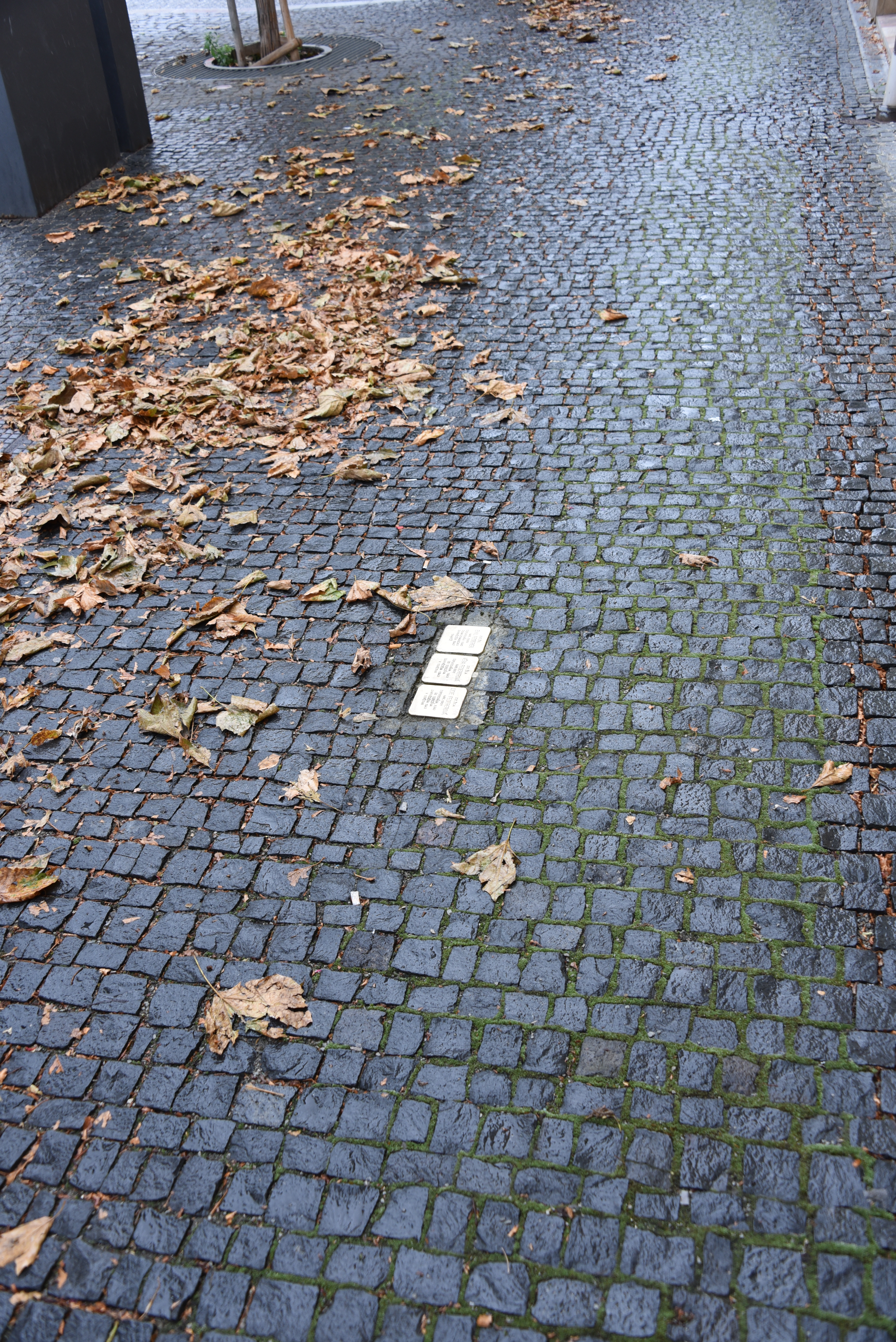
Stolpersteine für die Familie Federer in Mladá Boleslav

Die Liste der Stolpersteine in Mladá Boleslav enthält die Stolpersteine, die in der Stadt Mladá Boleslav (deutsch Jungbunzlau) im Středočeský kraj verlegt wurden. Stolpersteine erinnern an das Schicksal der Menschen, welche von den Nationalsozialisten ermordet, deportiert, vertrieben oder in den Suizid getrieben wurden. Die Stolpersteine werden in der Regel von Gunter Demnig verlegt.
Das tschechische Stolpersteinprojekt Stolpersteine.cz wurde 2008 durch die Česká unie židovské mládeže (Tschechische Union jüdischer Jugend) ins Leben gerufen und stand unter der Schirmherrschaft des Prager Bürgermeisters. Die Stolpersteine liegen vor dem letzten selbstgewählten Wohnort des Opfers. Die Stolpersteine werden auf Tschechisch stolpersteine genannt, alternativ auch kameny zmizelých (Steine der Verschwundenen).
Die Tabellen sind teilweise sortierbar; die Grundsortierung erfolgt alphabetisch nach dem Familiennamen.

## Mladá Boleslav
In der Stadt Mladá Boleslav wurden folgende Stolpersteine verlegt:
| Bild | Name | Standort                  | Leben |
| ---- | --- | ------------------------- | --- |
|      | HIER WOHNTE EMIL FEDERER JG. 1889 DEPORTIERT 1942 NACH MAUTHAUSEN ERMORDET 1942 EBENDORT                  | Staroměstské nám 96 ·     | Emil Federer wurde am 13. September 1889 in Mladá Boleslav geboren. Er absolvierte eine Handelsschule, wurde Buchhalter und trat der Sokol-Bewegung bei. Im Ersten Weltkrieg diente er im 36. Infanterie-Regiment der Monarchie Österreich-Ungarn, das an die galizische Front geschickt wurde, um gegen die Kaiserlich Russische Armee zu kämpfen. Sein Militärdienst dauerte nicht lange, als er am 25. August 1914 in Žolkyjevu von den Russen gefangen genommen wurde. Später war er Kaufmann in Mladá Boleslav und heiratete Lidie, geborene Abilovitz. Das Paar hatte eine Tochter, Věra. Am 12. Juni 1942 wurde er im KZ Mauthausen ermordet. Der Meldung seines Schwagers an Yad Vashem zufolge wurde Federer im KZ Auschwitz ermordet. Frau und Tochter wurden vom NS-Regime in Auschwitz ermordet. |
|      | HIER WOHNTE LIDIE FEDEREROVÁ JG. 1901 DEPORTIERT 1943 NACH THERESIENSTADT ERMORDET 1943 IN AUSCHWITZ      | Staroměstské nám 96 ·     | Lidie Federerová geb. Abilovitz, auch Lea, Leka oder Leha, wurde 1901 in Sapotskin geboren, heute in Belarus. Ihre Eltern waren Khava und Mordekhai Abilovitz. Sie hatte einen Bruder, Josef oder Yosef. Sie war mit Emil Federer verheiratet und war Hausfrau. Das Paar hatte eine Tochter, Vera oder Dvora (geb. 1921). Sowohl ihr Mann als auch ihre Tochter wurden im Laufe der Shoah ums Leben gebracht: Emil Federer höchstwahrscheinlich 1942 in Mauthausen, Věra Federerová 1943 oder später in Auschwitz. 1944 wurde auch Lidie Federerová in Auschwitz ermordet. |
|      | HIER WOHNTE VĚRA FEDEREROVÁ JG. 1921 DEPORTIERT 1943 NACH THERESIENSTADT ERMORDET 1943 IN AUSCHWITZ       | Staroměstské nám 96 ·     | Věra Federerová, auch Dvora, wurde am 4. Mai 1921 geboren. Ihre Eltern waren Emil Federer, ein Kaufmann, und Lidie, Lea oder Leha. Ihr letzter Wohnsitz vor der Deportation war in Líny in der Nähe von Mladá Boleslav. Am 16. Januar 1943 wurde sie ins Konzentrationslager Theresienstadt deportiert und vier Tage später, am 20. Januar 1943, weiter ins Konzentrationslager Auschwitz. Ihre Registrier-Nummern waren auf dem Transport Cm 264 von 491 und auf Transport Cq 158 von 2.000. Sie verlor ihr Leben in Auschwitz. Auch Vater und Mutter wurden vom NS-Regime ermordet. |
|      | HIER WOHNTE JOSEF HÖNIGSFELD JG. 1903 DEPORTIERT 1943 NACH MAUTHAUSEN ERMORDET 1942 EBENDORT              | Staroměstské nám. 93/22 · | Josef Hönigsfeld wurde am 18. Februar 1903 in Slatiňany als Sohn von Alois Hönigsfeld und Arnoštka geb. Veselá (auch Ernestine, 13. März 1880 – 2. Juni 1914) geboren. Er hatte zwei Schwestern, Anna (geb. am 6. Juli 1909) und Emilie. Er arbeitete als Kaufmann und war verheiratet mit Marie geb. Östereicherová. Das Paar hatte zwei Söhne, Zdenek (auch Benjamin, geb. 1934) und Pavel (auch Barùch, geb. 1937). Während seine Familie auf ihre Deportation warten musste, wurde Josef Hönigsfeld bereits 1942 verhaftet und ins Konzentrationslager Mauthausen deportiert, wo er vom NS-Regime ermordet wurde. Seine Familie wurde ausgelöscht. Die Ehefrau und die beiden Söhne, damals 6 bzw. 9 Jahre alt, wurden in Auschwitz ermordet. Seine Schwester Anna, deren Ehemann Rudolf Freund und deren Töchter Ilona (geb. 1931) und Nora (geb. 1934) wurden alle im Jahr 1944 in Auschwitz ermordet. Das Schicksal seines Vaters und seiner zweiten Schwester ist unbekannt, jedoch überlebten auch sie nicht die NS-Herrschaft in Böhmen. |
|      | HIER WOHNTE PAVEL HÖNIGSFELD JG. 1937 DEPORTIERT 1943 NACH THERESIENSTADT ERMORDET 1943 IN AUSCHWITZ      | Staroměstské nám. 93/22 · | Pavel Hönigsfeld, auch Barùch genannt, wurde am 10. Dezember 1937 in Mladá Boleslav geboren. Seine Eltern waren Josef Hönigsfeld und Marie geb. Östereicherová. Er hatte einen älteren Bruder, Zdenek (geb. 1934). Der Vater, ein Kaufmann, wurde 1942 verhaftet, nach Mauthausen deportiert und dort ermordet. Pavel Hönigsfeld, seine Mutter und sein Bruder blieben in Mladá Boleslav. Am 16. Januar 1943 wurden sie verhaftet und in das KZ Theresienstadt deportiert. Seine Transportnummer war 274 von 491. Nach elf Monaten, am 15. Dezember 1943, wurde der 6-jährige Junge mit dem Transport Cm in das Konzentrationslager Auschwitz deportiert. Seine Transportnummer war 893 von 2.519. Dort wurden die Mutter und ihre beiden Söhne in einer Gaskammer ermordet. |
|      | HIER WOHNTE ZDENĚK HÖNIGSFELD JG. 1934 DEPORTIERT 1943 NACH THERESIENSTADT ERMORDET 1943 IN AUSCHWITZ     | Staroměstské nám. 93/22 · | Zdenek Hönigsfeld, auch Sidonius und Benjamin genannt, wurde am 22. Oktober 1934 in Mladá Boleslav geboren. Seine Eltern waren Josef Hönigsfeld und Marie geb. Östereicherová. Er hatte einen jüngeren Bruder, Pavel (geb. 1937). Der Vater, ein Kaufmann, wurde 1942 verhaftet, nach Mauthausen deportiert und dort ermordet. Zdenek Hönigsfeld, seine Mutter und sein Bruder blieben in Mladá Boleslav. Am 16. Januar 1943 wurden sie verhaftet und in das KZ Theresienstadt deportiert. Seine Transportnummer war 273 von 491. Nach elf Monaten, am 15. Dezember 1943, wurde der 9-jährige Junge mit dem Transport Dr in das Konzentrationslager Auschwitz deportiert. Seine Transportnummer war 894 von 2.519. Dort wurden die Mutter und ihre beiden Söhne in einer Gaskammer ermordet. |
|      | HIER WOHNTE MARIE HÖNIGSFELDOVÁ JG. 1910 DEPORTIERT 1943 NACH THERESIENSTADT ERMORDET 1943 IN AUSCHWITZ   | Staroměstské nám. 93/22 · | Marie Hönigsfeldová geb. Östereicherová wurde am 2. Juni 1910 in Pardubice geboren. Ihre Eltern waren Ignatz Östereicher und Julie geb. Fleischerová. Sie war mit Josef Hönigsfeld verheiratet. Das Paar hatte zwei Söhne, Zdenek (geb. 1934) und Pavel (geb. 1937). Ihr Mann, ein Kaufmann, wurde 1942 verhaftet, nach Mauthausen deportiert und dort ermordet. Marie Hönigsfeldová und ihre Söhne blieben in Mladá Boleslav. Am 16. Januar 1943 wurden sie verhaftet und in das KZ Theresienstadt deportiert. Ihre Transportnummer war 272 von 491. Nach elf Monaten, am 15. Dezember 1943, wurden sie mit dem Transport Dr in das Konzentrationslager Auschwitz deportiert. Ihre Transportnummer war 892 von 2.519. Dort wurden die Mutter und ihre beiden kleinen Söhne in einer Gaskammer ermordet. |
|      | HIER WOHNTE VILÉM PICK JG. 1881 DEPORTIERT 1943 NACH THERESIENSTADT ERMORDET 1943 IN AUSCHWITZ            | Debř, Josefodolská 58 ·   | Vilém Pick wurde am 1. Juli 1881 geboren. Er war mit Růžena Picková verheiratet. Das Paar hatte zumindest einen Sohn, Arnošt (geb. am 13. Februar 1911). Sein Sohn ging nach Prag, studierte, promovierte und heiratete Marta geb. Radnitzerová (geb. am 16. Februar 1915). Sowohl Sohn als auch Schwiegertochter wurden am 26. Oktober 1941 mit Transport C ins Ghetto Łódź deportiert. Ihre Transportnummern waren 435 und 436 von 1.000. Beide wurden vom NS-Regime ermordet. Der letzte Wohnsitz von Vilém Pick und seiner Frau vor der Deportation war in Debř. Am 16. Januar 1943 wurden das Ehepaar von Mladá Boleslav mit dem Transport Cm ins Konzentrationslager Theresienstadt deportiert. Seine Transportnummer war 397 von 491. Bereits vier Tage später, am 20. Januar 1943, wurden Mann und Frau mit dem Transport Cq ins Konzentrationslager Auschwitz deportiert. Seine Transportnummer war 496 von 2.000. Dort wurden Vilém Pick und seine Frau ums Leben gebracht.                                                              |
|      | HIER WOHNTE RŮŽENA PICKOVÁ JG. 1882 DEPORTIERT 1943 NACH THERESIENSTADT ERMORDET 1943 IN AUSCHWITZ        | Debř, Josefodolská 58 ·   | Růžena Picková wurde am 26. Juli 1882 geboren. Sie war mit Vilém Pick verheiratet. Das Paar hatte mindestens einen Sohn, Arnošt (geb. am 13. Februar 1911). Ihr Sohn ging nach Prag, studierte, promovierte und heiratete Marta geb. Radnitzerová (geb. am 16. Februar 1915). Sowohl Sohn als auch Schwiegertochter wurden am 26. Oktober 1941 ins Ghetto Łódź deportiert. Beide wurden vom NS-Regime ermordet. Der letzte Wohnsitz von Růžena Picková und ihrem Mann vor der Deportation war in Debř. Am 16. Januar 1943 wurde das Paar von Mladá Boleslav mit dem Transport Cm ins Konzentrationslager Theresienstadt deportiert. Ihre Transportnummer war 398 von 491. Schon vier Tage später, am 20. Januar 1943, wurden Mann und Frau mit dem Transport Cq ins Konzentrationslager Auschwitz deportiert. Ihre Transportnummer war 497 von 2.000. Dort wurden Růžena Picková und ihr Mann vom NS-Regime ermordet. |
|      | HIER WOHNTE JOSEF SCHREIBEROVÁ JG. 1888 DEPORTIERT 1943 NACH THERESIENSTADT ERMORDET 1943 IN AUSCHWITZ    | Staroměstské nám. 14/33 · | Josef Schreiber wurde am 27. August 1888 geboren. Er war mit Rudolfina verheiratet, geboren am 17. November 1890. Das Paar hatte mindestens zwei Kinder, Pavel (geb. am 6. Februar 1920) und Zdenka (geboren am 9. Mai 1922 in Mladá Boleslav). Der letzte Wohnsitz der Familie vor der Deportation war in Mladá Boleslav. Pavel war Student, Zdenka ging noch zur Schule. Am 16. Januar 1943 wurde die ganze Familie verhaftet und in das KZ Theresienstadt deportiert. Ihre Transportnummern waren 313 bis 316 von 491. Schon vier Tage später, am 20. Januar 1943, wurden Eltern und Kinder mit dem Transport Cq in das Konzentrationslager Auschwitz deportiert. Ihre Transportnummern waren 448 bis 1451 von 2.000. Dort wurden Josef Schreiber, seine Frau und seine Kinder vom NS-Regime ermordet. Adolfina Schreiberová, die mit hoher Wahrscheinlichkeit seine Schwester war, wurde mit den gleichen Zügen nach Theresienstadt und Auschwitz deportiert. Auch sie wurde ein Opfer der Shoah.                                              |
|      | HIER WOHNTE ADOLFINA SCHREIBEROVÁ JG. 1903 DEPORTIERT 1943 NACH THERESIENSTADT ERMORDET 1943 IN AUSCHWITZ | Staroměstské nám. 14/33 · | Adolfina Schreiberová wurde am 27. Februar 1903 geboren. Ihr letzter Wohnort vor der Deportation war in Mladá Boleslav. Am 16. Januar 1943 wurde sie verhaftet und mit dem Transport Cm in das Konzentrationslager Theresienstadt deportiert. Ihre Transportnummer betrugen 293 von 491. Schon vier Tage später, am 20. Januar 1943, wurde sie mit dem Transport Cq in das Konzentrationslager Auschwitz deportiert. Ihre Transportnummer betrug 1191 von 2.000. Dort wurde Adolfina Schreiberová vom NS-Regime ermordet. Auch Josef Schreiber, der höchstwahrscheinlich ihr Bruder war, dessen Frau und Kinder wurden in Auschwitz getötet. |

## Verlegedaten
Die Stolpersteine in Mladá Boleslav wurden von Gunter Demnig persönlich am 13. September 2014 verlegt.